# Provincia de San Martín
La provincia de San Martín es una de las diez que conforman el departamento de San Martín en el norte del Perú. Limita por el norte y por el este con el departamento de Loreto, por el sur con la provincia de Picota y por el oeste con la provincia de Lamas. Fue creada por Ley del 25 de noviembre de 1876, siendo segregada de la provincia de Huallaga, entonces parte del departamento de Loreto.

## Historia
La historia de la provincia de San Martín se remonta a la época cuando los aguerridos chancas, perseguidos por los incas, hacen de Lamas su nuevo hábitat y forman una extensa familia cultural conocida como motilones lamistas. 
Fueron ellos los que en su búsqueda de alimentos bajaban al valle de Tarapoto, donde los guerreros y salvajes cumbazas vivían dedicados a la caza y pesca entre río Cumbaza y la quebrada del Choclino. Por entonces, donde hoy se levanta la plaza Cabo Alberto Leveau, existía la cocha o laguna de Suchiche, cuyo nombre proviene del grupo lamista que inicialmente la habitó.
La confluencia y fusión de familias de estos dos grupos étnicos en la cocha de Suchiche, a las que con el tiempo se sumarían otros grupos descendientes de los chancas, pocras e incas, como chimbinos, atumpampas y patinos, devino en la conformación de un grupo residente que estableció relaciones comerciales con los lamistas; el cual, con su progresivo crecimiento, no solo motivó el incremento de la población nativa, sino el establecimiento de las bases en el desarrollo socioeconómico de San Martín.
Tarapoto es la capital comercial del departamento de San Martín.

## División administrativa

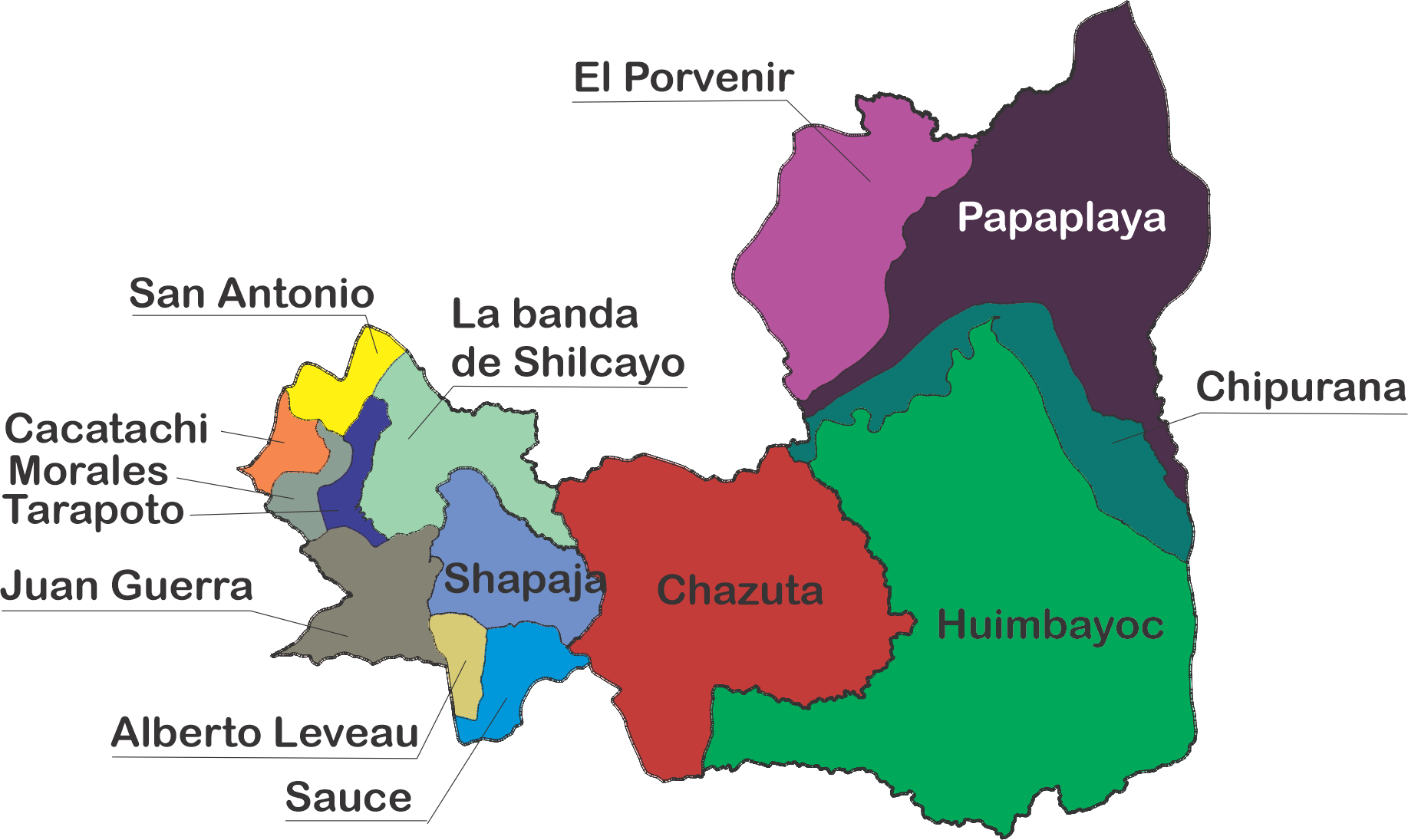
Distritos de la provincia de San Martín

La provincia tiene una extensión de 5639,82 km² y se divide en 14 distritos:
1. Tarapoto
2. Alberto Leveau
3. Cacatachi
4. Chazuta
5. Chipurana
6. El Porvenir
7. Huimbayoc
8. Juan Guerra
9. La Banda de Shilcayo
10. Morales
11. Papaplaya
12. San Antonio
13. Sauce
14. Shapaja

## Población
Tarapoto cuenta con una población de 183,471 habitantes, Morales cuenta con 33,067 habitantes y Banda de Shilcayo cuenta con 52,334 habitantes, que hacen un total de 268,872 habitantes beneficiarios directos de la zona urbana.

## Capital
La capital de esta provincia es la ciudad de Tarapoto.

## Autoridades

### Representante del Gobierno nacional (Poder Ejecutivo)
- Subprefecto provincial
  - [1]

  1. Harold Antonio Mori Pedraza

### Regionales
- Consejeros regionales
  - 2019-2021[2]

  1. Jorge Alfredo Corso Reátegui (Alianza para el Progreso)
  2. Roger Tananta Macedo (Acción Popular)
  3. Walter Jorge Mesia (Alianza para el Progreso)

### Municipales
- 2023-2026[3]
  - Alcaldesa: Lluni Perea Pinedo, de Somos Perú.
  - Regidores:

  1. Blanca Isabel Gomez Cueva (Somos Perú)
  2. Joao Martin Alexander Alfaro Soriano (Somos Perú)
  3. Kelly Yanelith  Tucto Guevara (Somos Perú)
  4. Pool Kevin Salas García (Somos Perú)
  5. Segundo Guillermo Panduro Satalaya (Somos Perú)
  6. Xiomi Larisa Dávila Saavedra (Somos Perú)
  7. Kristofer Martín Sánchez Lazo (Somos Perú)
  8. Gilbert Derteano Escudero Saavedra (Avanza País)
  9. Adela del Rosario Wilson Cachay (Avanza País)
  10. Juan José Rocha Diaz (Acción Popular)
  11. Ricardo Andy Del Castillo Ibañez (Alianza para el Progreso)

- 2019-2022[2]
  - Alcalde: Tedy del Águila Gronerth, de Acción Popular.
  - Regidores:

  1. Henry Maldonado Flores (Acción Popular)
  2. Blanca Díaz Vela (Acción Popular)
  3. Luis Antonio Ramírez Flores (Acción Popular)
  4. Pamela Ingrid Córdova Velarde (Acción Popular)
  5. Luis Alberto Villacorta Salas (Acción Popular)
  6. Javier Pascual Pinchi Vásquez (Acción Popular)
  7. Álvaro Ramírez Fasanando (Acción Popular)
  8. Américo Arévalo Ramírez (Alianza para el Progreso)
  9. Arbel Dávila Rivera (Alianza para el Progreso)
  10. Liz del Águila Beteta de Paredes (Alianza para el Progreso)
  11. Leonardo Hidalgo Vigil (Nueva Amazonía)

### Policiales
- Comisario: Comandante PNP